# 萨尔施莱弗树冠步道

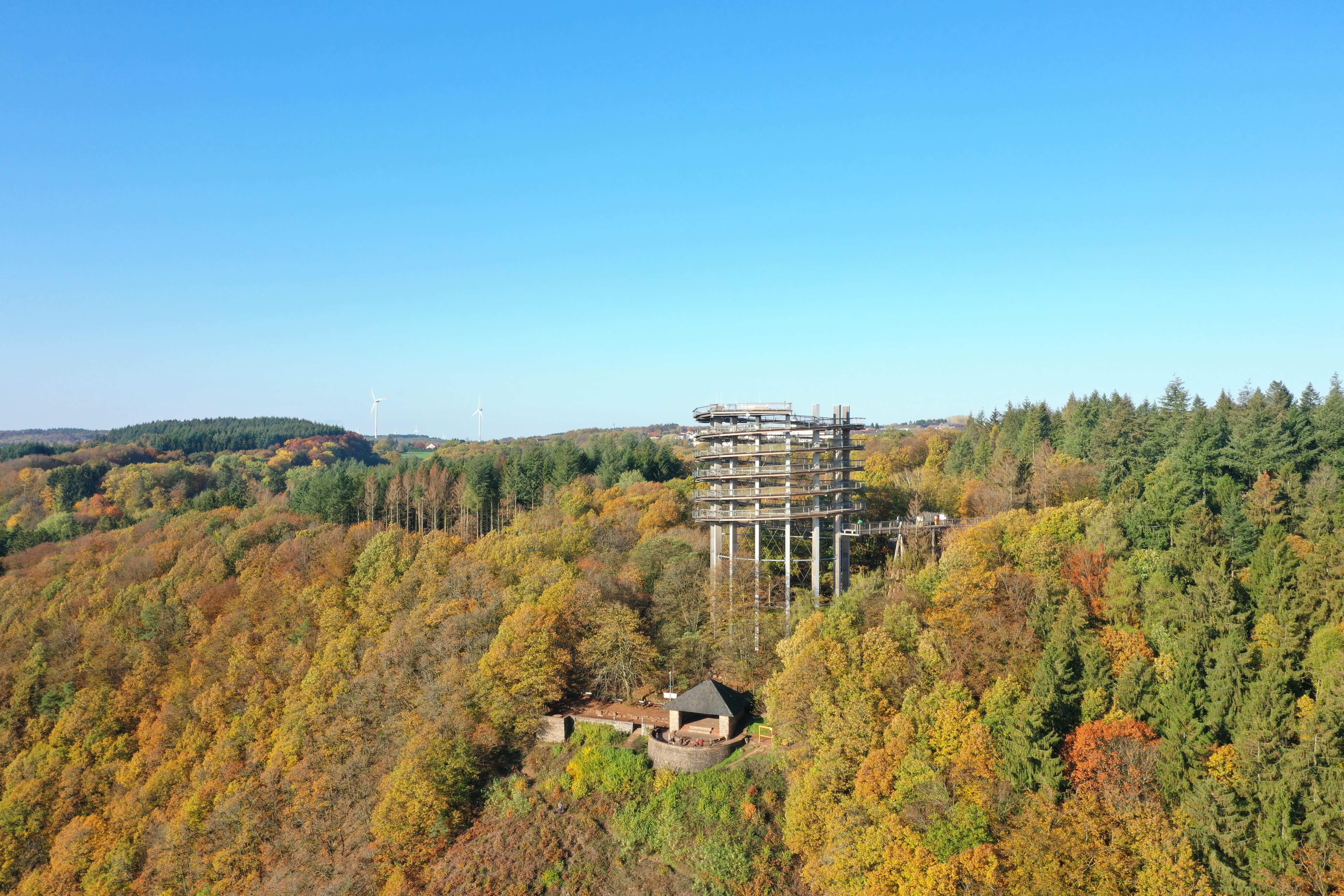
萨尔施莱弗树冠步道

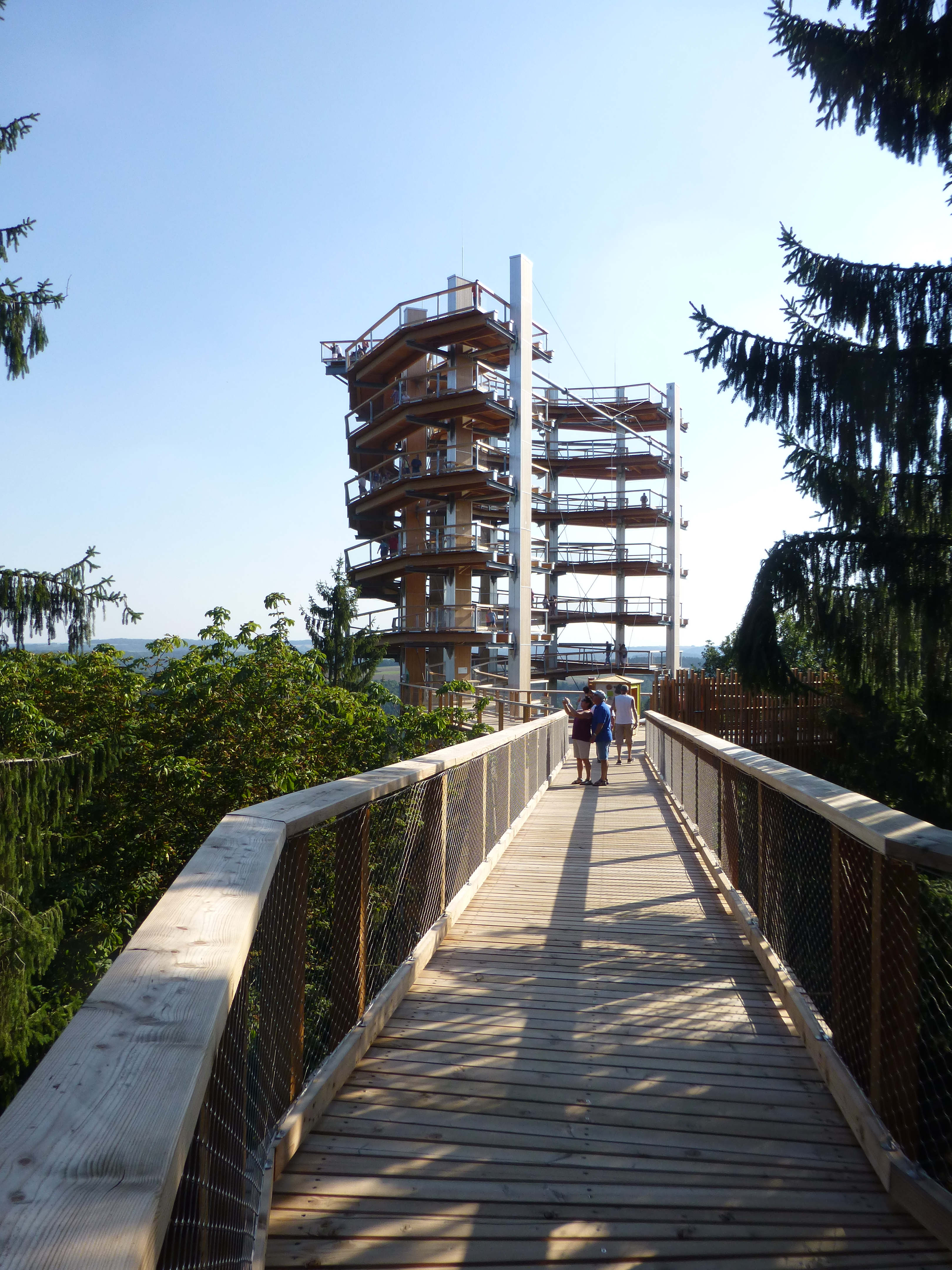
萨尔施莱弗树冠步道

萨尔施莱弗树冠步道（德語：Baumwipfelpfad Saarschleife）是位于德国梅特拉赫奥尔绍尔茨地区的一条1250米长的樹冠步道。这条樹冠步道的高度可达23米，最小宽度为2.5米，於2016年7月23日正式开放。除12月24日外，该樹冠步道全年對外开放。

## 外部鏈接
- 官方网站